# Monestir de Santa Magdalena de Mosqueroles
El Monestir de Santa Magdalena de Mosqueroles, Ermita de Santa Magdalena o de Sant Marçal de Baix és una església romànica amb tres naus i tres absis situada al municipi de Fogars de Montclús (Vallès Oriental) -al nucli de Mosqueroles- i dins del Parc Natural del Montseny. Fou erigida al pas del segle xi al XII pels monjos de Sant Marçal. És una obra inclosa a l'Inventari del Patrimoni Arquitectònic de Catalunya.

## Descripció
L'església de Santa Magdalena és en una plana, voltada d'una concentració d'antics masos i amb el cementiri davant de la façana, propera al poble de Mosqueroles. Es tracta d'un edifici, fosc i grisenc, fet de pedra esquistosa del Montseny, de planta basilical i capçalera triabsidal. Les seves proporcions, més ample que llarg, fan pensar que mai no va ser acabat i manca el darrer tram de les naus. La nau central és coberta amb volta de canó seguit de perfil apuntat i l'absis i les absidioles amb volta de quart d'esfera. Hi ha finestres de doble esqueixada als tres absis i al mur de llevant de la nau central, sobre l'arc presbiteral, on també hi ha dos òculs. Les naus es comuniquen a través d'amples arcs formers de mig punt. La façana de ponent, totalment arrebossada, podria datar-se al segle xvii (a la llinda de la porta d'accés hi ha la data 1642), té un òcul i un campanar de cadireta de dos ulls.

## Història
L'església romànica de Santa Magdalena de Mosqueroles, coneguda antigament per Sant Marçal de Baix, pertany a la parròquia de Sant Martí de Mosqueroles dins del terme municipal de Fogars de Montclús. L'església de Santa Magdalena fou erigida en el pas del segle xi al segle xii pels monjos de Sant Marçal del Montseny, que hi traslladaren per poc temps el seu monestir, fins que el 1104 foren obligats a retornar al Montseny. El 1642 es va adaptar la nau central com a capella dedicada a Santa Magdalena i les laterals -dedicades abans a Sant Miquel i Sant Gil- es destinaren a usos agrícoles. A mitjan segle xix fou adquirida pel propietari del veí mas Ferrer, i el 1980 pel senyor Joaquim Cordomí que n'emprengué la restauració amb l'assessorament de la Generalitat de Catalunya.